# Laura Tarantola
Laura Tarantola (Grenoble, 8 de junio de 1994) es una deportista francesa que compite en remo.
Participó en dos Juegos Olímpicos de Verano, obteniendo una medalla de plata en Tokio 2020, en la prueba de doble scull ligero, y el séptimo lugar en París 2024, en la misma prueba.
Ganó una medalla de oro en el Campeonato Mundial de Remo de 2018 y cuatro medallas en el Campeonato Europeo de Remo entre los años 2018 y 2023. Además, obtuvo una medalla de oro en el Campeonato Mundial de Remo en Sala de 2020.

## Palmarés internacional
| Juegos Olímpicos   | Juegos Olímpicos      | Juegos Olímpicos  | Juegos Olímpicos        |
| Año                | Lugar                 | Medalla           | Prueba                  |
| ------------------ | --------------------- | ----------------- | ----------------------- |
| 2020               | Tokio (Japón)         | Medalla de plata  | Doble scull ligero      |
| Campeonato Mundial |                       |                   |                         |
| Año                | Lugar                 | Medalla           | Prueba                  |
| 2018               | Plovdiv (Bulgaria)    | Medalla de oro    | Scull individual ligero |
| Campeonato Europeo |                       |                   |                         |
| Año                | Lugar                 | Medalla           | Prueba                  |
| 2018               | Glasgow (Reino Unido) | Medalla de plata  | Scull individual ligero |
| 2019               | Lucerna (Suiza)       | Medalla de plata  | Doble scull ligero      |
| 2022               | Múnich (Alemania)     | Medalla de plata  | Doble scull ligero      |
| 2023               | Bled (Eslovenia)      | Medalla de bronce | Doble scull ligero      |

| Campeonato Mundial | Campeonato Mundial | Campeonato Mundial | Campeonato Mundial |
| Año                | Lugar              | Medalla            | Prueba             |
| ------------------ | ------------------ | ------------------ | ------------------ |
| 2020               | París (Francia)    | Medalla de oro     | Ligero 2000 m      |